# 陳旻羲
陳旻羲（Chan Man Hei Jacky，1995年8月8日—）, 香港專上學生聯會前秘書長，香港中文大學物理系畢業生，2013-2014年度和聲書院學生會宿生會康樂, 2013-2014年度和聲書院學生會新生輔導營大組長, 早年就讀於聖芳濟書院。曾任香港中文大學學生會外務秘書、代表會民選代表。